# Musique du Québec

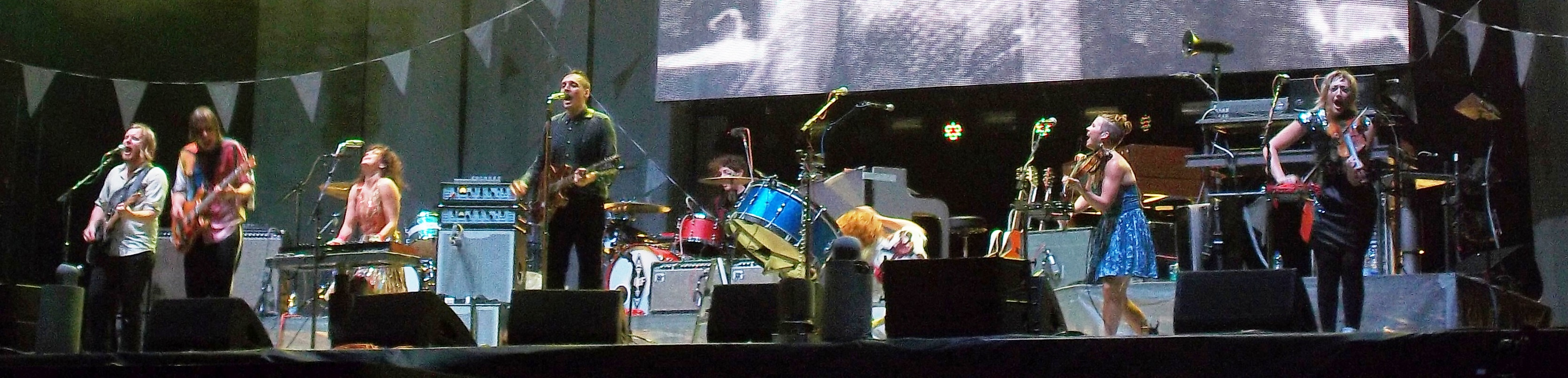
Le groupe montréalais Arcade Fire dans le cadre du festival Pop Montréal

La musique du Québec désigne toute expression musicale produite au Québec de la colonisation française à aujourd'hui. Il existe une musique autochtone peu présente, mais qui a connu un essor important dans les années 1990 avec le groupe Kashtin. La plupart des courants musicaux répertoriés en Occident y sont représentés et plusieurs artistes québécois sont reconnus sur la scène internationale. La musique du Québec se caractérise principalement par un fort penchant francophone et évolutif ainsi que par sa musique folklorique encore bien vivante.

## Histoire

### Origines
Les Autochtones qui étaient présents lors de l'arrivée des premiers colons français en 1608, jouaient de la musique depuis plusieurs milliers d'années. Les premiers explorateurs ont été éblouis par la diversité des fonctions que prenait la musique dans les sociétés autochtones ainsi que par leurs instruments de musique et leurs danses. Malgré cet important patrimoine, ceux-ci n'ont eu qu'une incidence minime sur les courants musicaux du début de la colonisation. L'héritage musical des premiers colons ainsi que l'arrivée de professionnels de la musique ont freiné considérablement la diffusion et la transmission de la culture musicale autochtone auprès des premiers arrivants.
On utilisait même des chants religieux traduits dans les langues autochtones pour assimiler les populations autochtones.
Les origines musicales premières du Québec sont donc principalement attribuables à l'apport culturel des Français. Dès la première moitié du XVIIe siècle, on enseignait aux enfants des chants religieux et la maîtrise d'instruments européens. La chanson de tradition orale, qui formera les bases de la musique folklorique québécoise, est quant à elle apparue autour du milieu du XVIIe siècle et transmise de bouche à oreille. Les coureurs des bois chantaient même certaines chansons du folklore français issues de l'époque médiévale. Les échanges et la transmission de ce folklore, composé de milliers de chansons, a façonné ce qui constitue aujourd'hui un patrimoine commun entre Québécois et Français. Ce n'est que plus tard que d'autres cultures viendront se métisser à la société en devenir.
Aujourd'hui, les grands classiques de musique dite ''québécoise'' tirent une forte influence du folklore irlandais. Les groupes populaires comme La Bottine souriante sont très comparables à plusieurs chansons irlandaises traditionnelles. Le style est si près que sans les paroles, certaines pourraient être perçues comme appartenant à l'un ou l'autre des peuples. Avec la grande famine irlandaise et l'extrême immigration engendrée par cette dernière, l'exportation de la culture irlandaise est facilement distinguable chez les Québécois. Au Québec, les Irlandais ont laissé leur folklore et leur appréciation pour les alcools de chez eux. C'est pourquoi Montréal, à titre d'exemple, est encore aujourd'hui une ville qui fête fortement la Saint-Patrick, et préserve beaucoup de la culture irlandaise dans ses nombreux pubs irlandais.

### La Nouvelle-France
Les plus importantes sources d'information concernant les activités musicales en Nouvelle-France sont principalement issues des Relations des jésuites, un recueil des communications entre les jésuites du nouveau monde et la mère-patrie française. Les Récollets, qui ont été chassés par les Anglais en 1629 lors de la guerre de Trente Ans, auront également contribué, dans une moindre mesure, à une partie du témoignage dans certains livres de chants en leur possession vers la fin du XVIIe siècle.
La musique jouée en Nouvelle-France durant le XVIIe siècle était surtout d'ordre religieux. Elle servait principalement la liturgie et la conversion des autochtones au christianisme. Les Jésuites commençaient également à y enseigner la musique après avoir fondé le collège de Québec en 1626, parfois appelé le collège des Jésuites, puis le Séminaire de Québec en 1663. Ils y enseignaient des chants religieux, surtout le plain-chant et les petits motets, ainsi que quelques instruments européens tels que la viole, le violon, le luth, etc.

### Temps modernes
La chanson québécoise est représentée par une multitude d'interprètes et groupes aux styles diversifiés.
Au cours des années 1960, comme en France, la période Yéyé, portée par la venue des baby boomers, a vu de nombreux chanteurs ou groupes québécois publier des adaptations en français de chansons américaines ou britanniques; par exemple Pierre Lalonde, Joël Denis ou Les Baronets, ces derniers reprenant les chansons du répertoire des Beatles. Par contre, des artistes tels Robert Charlebois ou Jean-Pierre Ferland créent leurs propres chansons dans un style pop ou folk-rock qui se perpétuera dans la décade suivante avec l’apparition de groupes comme Beau Dommage, Harmonium ou Offenbach et d'artistes tels Paul Piché ou Michel Pagliaro, certains dans un registre plus rock. Des groupes tels Maneige, Octobre ou UZEB adoptent un style rock progressif et jazz-fusion. Durant ces deux décennies, où le rock 'n' roll et la pop dominent le palmarès, les chansonniers perpétuent la tradition de la chanson française à l'accent du Québec avec Louise Forestier, Sylvain Lelièvre, Claude Gauthier ou encore Gilles Vigneault.
La victoire du « Non » au référendum de 1980 sur l'indépendance du Québec a jeté une douche froide sur la communauté artistique, qui était majoritairement tournée vers la souveraineté, et en même temps, la musique québécoise perd la ferveur du jeune public. Doucement, les musiciens québécois reprennent leur place et certains artistes comme Richard Séguin, Michel Rivard, Gerry Boulet ou Jim Corcoran adaptent leur style à la nouvelle décennie et de nouveaux venus font leur place; Diane Tell, Les Parfaits Salauds ou Corbeau. À partir des années 1990, de nouvelles générations d'artistes se font connaitre; Richard Desjardins, Jean Leloup, Les Colocs, Kevin Parent ou Daniel Bélanger, suivis de Mes Aïeux, Isabelle Boulay, Luce Dufault, Vincent Vallières, Ariane Moffatt entre autres. Presque tous les styles de musique contemporaine, du country au Hip-hop, sont représentés dans la musique actuelle au Québec. Certains artistes francophones chanteront en anglais; de Simple Plan à Céline Dion en passant par Pascale Picard et Bears of Legend.

#### Reconnaissance mondiale
Bien qu'elle soit un marché indépendant, la musique québécoise est connue à l'échelle de la francophonie particulièrement en Europe.
Le tout premier interprète à avoir le statut de « star internationale » a été Alys Robi, populaire au cours des années 1940.
Dans les années 1950, Félix Leclerc est le premier interprète québécois à obtenir un succès en France. Notamment avec Moi mes souliers, Le P'tit bonheur, Bozo, L'hymne au printemps, Le Roi heureux, Francis qui font partie des 12 titre de son disque à succès en France.
Après avoir fait ses débuts dans les années 1980, Céline Dion entreprend une carrière internationale dans les années 1990. Ses ventes estimées à 250 millions d'albums vendus à travers le monde font de la chanteuse l'une des meilleures vendeuses de tous les temps. En 1995, son album D'eux est devenu l'album francophone le plus vendu avec 10 millions d'exemplaires vendus à travers le monde. De 2002 à 2007, son spectacle A New Day… est marqué comme un second souffle à l'économie de Las Vegas.
De nombreux artistes[Qui ?], telle Lara Fabian, provenant de l'étranger ont commencé leurs carrières au Québec.

## Période contemporaine
Parmi les différents style musicaux qui sont en vogue au Québec depuis le tournant de la décennie 2010, signalons l'essor récent de la musique instrumentale, en particulier des compositeurs associées au courant néoclassique, comme Alexandra Stréliski, Jean-Michel Blais ou Mathieu David Gagnon. Selon le musicologue Danick Trottier, professeur à l'UQAM, « Il y a vraiment un engouement pour la musique instrumentale depuis quelques années au Québec. Elle a toujours été présente, mais c’est devenu un phénomène plus populaire que jamais ».

## Liste des festivals
Plusieurs festivals musicaux de styles variés ont lieu chaque année au Québec. Voici les principaux :
- Festival international de jazz de Montréal Félix Leclerc, compositeur et chanteur québécois

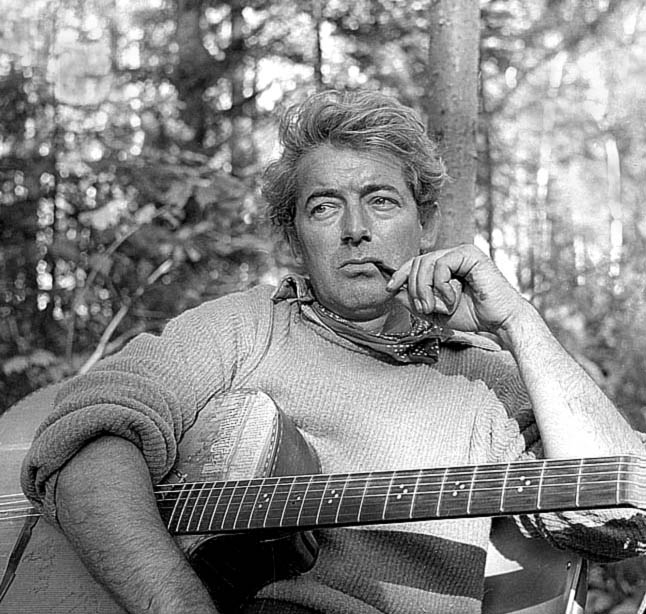
Félix Leclerc, compositeur et chanteur québécois

- Les Grandes Fêtes Telus de Rimouski
- Festi Jazz international de Rimouski
- FrancoFolies de Montréal
- Festival d'été de Québec
- Festival de la chanson de Tadoussac
- Festival du monde arabe de Montréal
- Festival international Nuits d'Afrique
- Woodstock en Beauce
- Festival de musique émergente de Rouyn-Noranda
- Osheaga
- Mutek
- Festival des rythmes du monde de Saguenay
- FestiVoix de Trois-Rivières
- Festival des Musiques Actuelles d'Alma
- Innu Nikamu
- Heavy Montréal
- Coup de cœur francophone
- Pop Montréal
- Festival de musique émergente
- Festival des guitares du monde en Abitibi-Témiscamingue
- Festival Mémoire et Racines
- Fièvre Gospel

## Autre

### Hit-Parades
Les hit-parades (palmarès en français québécois) sont gérés par le magazine américain Billboard donc celui du Canadian Albums Chart et Canadian Hot 100.
À l'échelle provinciale, la population peut consulter Le Palmarès qui possède plusieurs classements donc album, chanson & radio autant francophone qu'anglophone.

### Récompenses
La principale cérémonie récompensant les artistes et artisans de l'industrie québécoise de la musique est le Gala de l'ADISQ où sont remis les prix Félix, nommés en hommage à Félix Leclerc.
Le Festival international de la chanson de Granby permet aux jeunes artistes de parfaire leur métier et la finale offre au gagnant une reconnaissance du public.